# Sten Granlund (journalist)
Sten Alfred Agaton Granlund, född 3 december 1871 i Linköping, död 18 januari 1917 på Lidingö, var en svensk journalist, poet och översättare.

## Biografi
Sten Granlund blev medarbetare i Östgöta Correspondenten 1893, och arbetade sedan för Sundsvalls-Posten mellan 1893 och 1899, de sista åren som redaktionssekreterare. Han var redaktör på tidningen Vesterbotten 1899–1901, medarbetare i Svenska Dagbladet 1901–1907 och i Stockholms Dagblad från 1908. Under åren 1910-1917 var han också flitigt verksam som översättare från engelska, tyska och franska.
Han har bland annat skrivit texten till "Östgötasången" ("Så grant står Östergyllen") och "Norrland".

## Skrifter
- Norrländska minnen från finska kriget 1808-1809 (1902)
- Skansen vår fädernegård: minne från Skansens vårfest (1906)
- Skärfvor: dikter (1907)
- Stockholmsbilder ([utg. under signaturen] Partout, med illustrationer af Hjalmar Eneroth, 1907)
- Fru Kajsa Rulta och hennes katt (Nordiska förlagets barnbibliotek, nr 4, 1912)
- En riddaresaga (Skildrad på vers till originalteckningar av Carl Althin, 1912)
- En karolins öden : historiska pennteckningar (1914)
- Den lille prinsen : en historisk skildring (1915)
- Kung Karls fältskär: romantisk skildring från Karl XII:s dagar (1916)
- Sommardagar på Sofiero: 23 amatörfotografier med rim (Eliassons konstförlag, 1920)

## Översättningar (urval)
- Rudyard Kipling: Djungelboken (The jungle book) (Nordiska förlaget, 1910)
- Rudyard Kipling: Den andra djungelboken (The second jungle book) (Nordiska förlaget, 1911)
- Henryk Sienkiewicz: Quo vadis? (1911)
- Henry Rider Haggard: Morgonstjärnan (Morning star) (Nordiska förlaget, 1911)
- Henry Rider Haggard: Frun till Blossholme (The Lady of Blossholme) (Nordiska förlaget, 1911)
- Gerard Harry: Maurice Maeterlinck (Nordiska förlaget, 1911) Med "De ringes rikedomar" av Maeterlinck
- François-René de Chateaubriand: Atala (Atala) (1912)
- Ernst Teichmann: Ärftligheten som uppehållande kraft (Die Vererbung als erhaltende Macht') (Dahlberg, 1914)
- Ralph Connor: Nihilisten (1914)
- Rudyard Kipling: U-båtsbragder (Lundberg & Olzon, 1916)
- Kurt Faber: Bland eskimåer och valfångare (översatt tillsammans med Tom Wilson, Wahlström & Widstrand, 1917)
- Camille Flammarion: Stella (Stella) (Nordiska förlaget, 1918)